# DB InfraGO
A DB InfraGO AG (GO a gemeinwohlorientiert) a Deutsche Bahn (DB) 100%-os leányvállalataként, részvénytársasági (AG) jogi formában működő, szövetségi tulajdonú vasúti infrastruktúra-fejlesztő társaság, amely 2023. december 27-én jött létre a DB Netz átnevezésével és a DB Station&Service ebbe a társaságba történő beolvasztásával.

## Története
A 2021-es Bundestag-választások után a Scholz-kormány koalíciós megállapodásában megállapodtak arról, hogy a DB Netz és a DB Station&Service a Deutsche Bahn csoporton belül egy közszolgáltatás-orientált infrastrukturális divízióba olvad össze.
A Deutsche Bahn felügyelőbizottsága a 2023. szeptember 27-i rendes ülésén döntött erről az egyesülésről a DB InfraGO megalakítása érdekében. Werner Gatzer, a felügyelőbizottság elnöke szerint a döntés megteremtette a jogi alapot a közjó felé orientált infrastruktúra számára.
Ezt megelőzően az új vállalat szervezetével kapcsolatban bejelentették, hogy a két vállalat általános üzemi tanácsainak sikerült elérni, hogy a divízióközi területeken a meglévő rezsiszerkezetek legalább három évig változatlanok maradjanak.
A DB InfraGO nyereségét közvetlenül a szövetségi kormánynak utalják át, és nem a Deutsche Bahnnak mint holdingnak, mint korábban.
A Bundesrat 2023 szeptemberében egy nyilatkozatban követelte, hogy az új vállalat a DB Energie számára is nyitott legyen.
2023 decemberében Peter Westenberger, a Wettbewerbs-Verband Güterbahnen ügyvezető igazgatója a német alaptörvény 87e. cikkének 5. bekezdésére hivatkozva jogi aggályokat fogalmazott meg a DB Netz és a DB Station&Service tervezett egyesülésével kapcsolatban, mivel az egyesülést jogalap és a szövetségi államok szükséges bevonása nélkül tervezték.

## A hálózat általános felújítása

### Projekt
Mivel az elmúlt évtizedekben túl kevés pénzt fektettek a vasúti infrastruktúra karbantartásába, a DB InfraGO hálózatában mintegy 40 folyosó a túlterhelt vasútvonalak közé tartozik. Ezek közé tartozik a Mannheim-Frankfurt, a Berlin-Hamburg és az Emmerich-Oberhausen-vasútvonal.

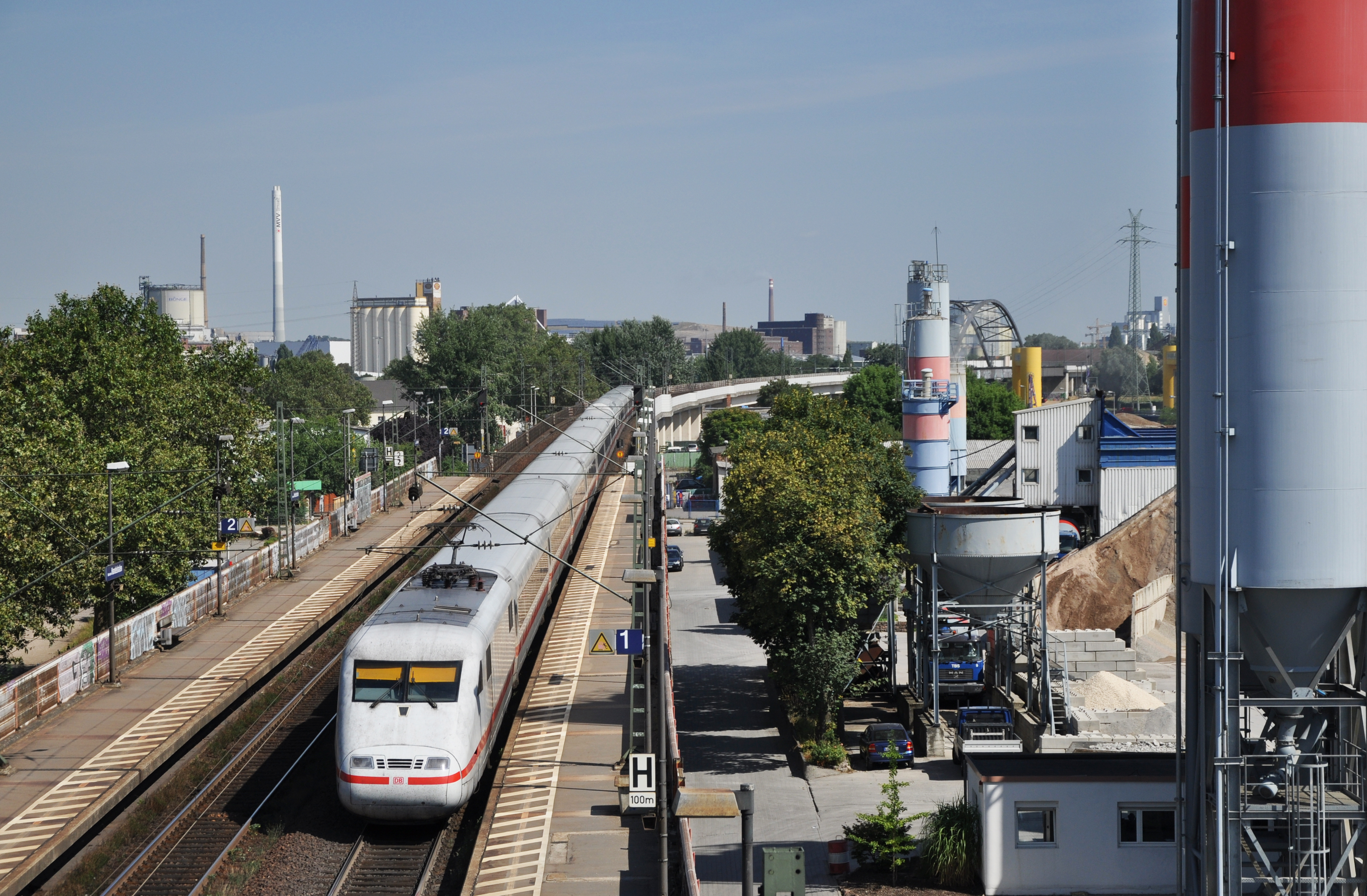
Egy ICE a Mannheim-Handelshafen-i "Riedbahn"-on

Erre válaszul a szövetségi digitális és közlekedési minisztérium a Deutsche Bahn igazgatótanácsával együtt 2023 nyarán felújítási tervet terjesztett elő. A tervek szerint 2030-ig a 40 érintett vonalat teljesen felújítják, egyes vonalakat több hónapos zárva tartásával, ezáltal növelve a hatékonyságot és csökkentve a fennakadások gyakoriságát. Ennek érdekében a DB további 12,5 milliárd euró saját tőkét kapott, és megbízást kapott a folyosók bővítésére a 2024 januárjában indított DB InfraGO.

## Kritika
Kritikák szerint egy ilyen rövid távú általános felújítás költségei már meghaladnák az első projektek számított költségeit, és ezért sokkal drágábbak lennének, mint a hosszú távú tervezett időszakokban történő normál felújítás. Például a Riedbahn 2024 közepére tervezett bővítésének költségei már most kilométerenként 7,1 millió euróról 18,6 millió euróra emelkedtek. Félő, hogy a hálózat többi része a tervezett folyosókon kívül is leromlott állapotban marad.

## Részvények
A DB InfraGO AG a következő társaságokban rendelkezik legalább 50%-os részesedéssel:
- DB Fahrwegdienste GmbH
- DUSS GmbH Deutsche Umschlaggesellschaft Schiene - Straße (DUSS) mbH
- SIGNON Deutschland GmbH
- DB Broadband GmbH
- DB RegioNetz Infrastruktur GmbH
- DSD Digitale Schiene Deutschland GmbH
- MEKB GmbH (Mein EinkaufsBahnhof GmbH)
- DB BahnPark GmbH